# Brudmarsch av Mendelssohn
Brudmarsch av Mendelssohn, ibland Bröllopsmarsch av Mendelssohn (engelska: Wedding March, tyska: Hochzeitsmarsch), är ett kortare stycke musik av Felix Mendelssohn som ingår i det tvådelade verket En midsommarnattsdröm som bygger på William Shakespeares pjäs med samma namn. Ouvertyren till verket komponerades redan år 1826.
Resten av verket, där brudmarschen spelas efter 4:e akten och senare igen i den första av tre epiloger, komponerade Mendelssohn år 1842 på uppmaning av Fredrik Vilhelm IV av Preussen. 
Vid bröllop spelas oftast stycket när bruden och brudgummen lämnar kyrkan. Det är en av de mest använda bröllopsmarscherna, och spelas vanligen på en kyrkorgel. 
Marschen blev populär för bröllop när Viktoria av Storbritannien, gifte sig med prins Fredrik av Preussen den 25 januari 1858 och valde stycket. Bruden var dotter till drottning Viktoria.